# Korytowo
Korytowo [pronunciación en polaco: /kɔrɨˈtɔvɔ/] (Alemán: Kürtow) es un pueblo en el distrito administrativo de Gmina Choszczno, dentro del Distrito de Choszczno, Voivodato de Pomerania Occidental, en el noroeste de Polonia. Se encuentra aproximadamente 11 kilómetros al este de Choszczno (Arnswalde) y 71 kilómetros al sudeste de la capital regional, Szczecin (Stettin).